# Parafia Wniebowzięcia Najświętszej Maryi Panny w Olecku
Parafia Wniebowzięcia Najświętszej Maryi Panny w Olecku – rzymskokatolicka parafia leżąca w dekanacie Olecko – św. Jana Apostoła należącym do diecezji ełckiej. Jest najmłodszą parafią katolicką w mieście.

## Historia
28 czerwca 1995 roku z terenu parafii Podwyższenia Krzyża Świętego w Olecku wydzielono Samodzielny Ośrodek Duszpasterski mianując rektorem ks. kan. Zdzisława Grabowskiego. Biskup ełcki Wojciech Ziemba erygował parafię 1 września 1998 roku. Podjęto decyzję o budowie kościoła zatwierdzając 23 grudnia 2013 roku projekt autorstwa Krzysztofa Wojciechowskiego w Komisji Architektury Budownictwa i Sztuki Ełckiej Kurii Biskupiej. Pierwsze prace przy budowie rozpoczęto 14 kwietnia 2016 roku. 28 maja 2017 roku biskup Jerzy Mazur poświęcił kościół.

## Proboszczowie
- ks. Zdzisław Grabowski (1995 rektor)[2]
- ks. Stanisław Tabaka (1995–1998 rektor, 1998-2001 administrator)[2]
- ks. Jarosław Sutuła (2001–2006)[2]
- ks. Janusz Niedźwiecki (2006–2010)[2]
- ks. Andrzej Żołnierowicz (2010–2020 )[2]
- ks. kan. Wojciech Serowik (2020–2024)
- ks. prał. Andrzej Jaśko (2024 administrator)
- ks. Wojciech Szypulewski (od 2024)[3]